# 1000 років від початку правління київського князя Ярослава Мудрого (срібна монета)
«1000 ро́ків від поча́тку правлі́ння ки́ївського кня́зя Яросла́ва Му́дрого» — пам'ятна срібна монета номіналом 20 гривень, випущена Національним банком України. Присвячена остаточному утвердженню на київському престолі (1019—1054) великого князя Ярослава Мудрого — державного діяча, за часів якого Київська Русь сягнула піку своєї могутності. Під проводом Ярослава Володимировича Київська держава укріпила та розширила свої кордони, зміцнила міжнародне становище, а культура Русі досягла найвищого розвитку.
Монету введено в обіг 6 серпня 2019 року. Вона належить до серії «Княжа Україна».

## Опис монети та характеристики
| Номінал, грн | Метал           | Маса, г      | Діаметр, мм | Якість виготовлення       | Гурт                           | Тираж, штук |
| ------------ | --------------- | ------------ | ----------- | ------------------------- | ------------------------------ | ----------- |
| 20           | срібло (Ag 925) | 62,2 / 67,25 | 50          | спеціальний анциркулейтед | гладкий із заглибленим написом | 2 500       |

### Аверс
На аверсі монети розміщено: угорі малий Державний Герб України (ліворуч), під яким напис «УКРАЇНА»; номінал — «20/ГРИВЕНЬ» (праворуч); на тлі абрису бань Софійського собору зображено макет реконструкції собору ХІ ст., під яким стилізований сувій Руської правди, по обидва боки від сувою: позолочені вірчий знак князя Ярослава Мудрого (ліворуч) та печатка (праворуч); рік карбування монети «2019» (унизу ліворуч).

### Реверс
На реверсі монети зображено стилізований фрагмент літописної мініатюри та написи: «ЯРОСЛАВ МУДРИЙ НА ПРЕСТОЛІ» (угорі), «1019» (унизу).

## Автори

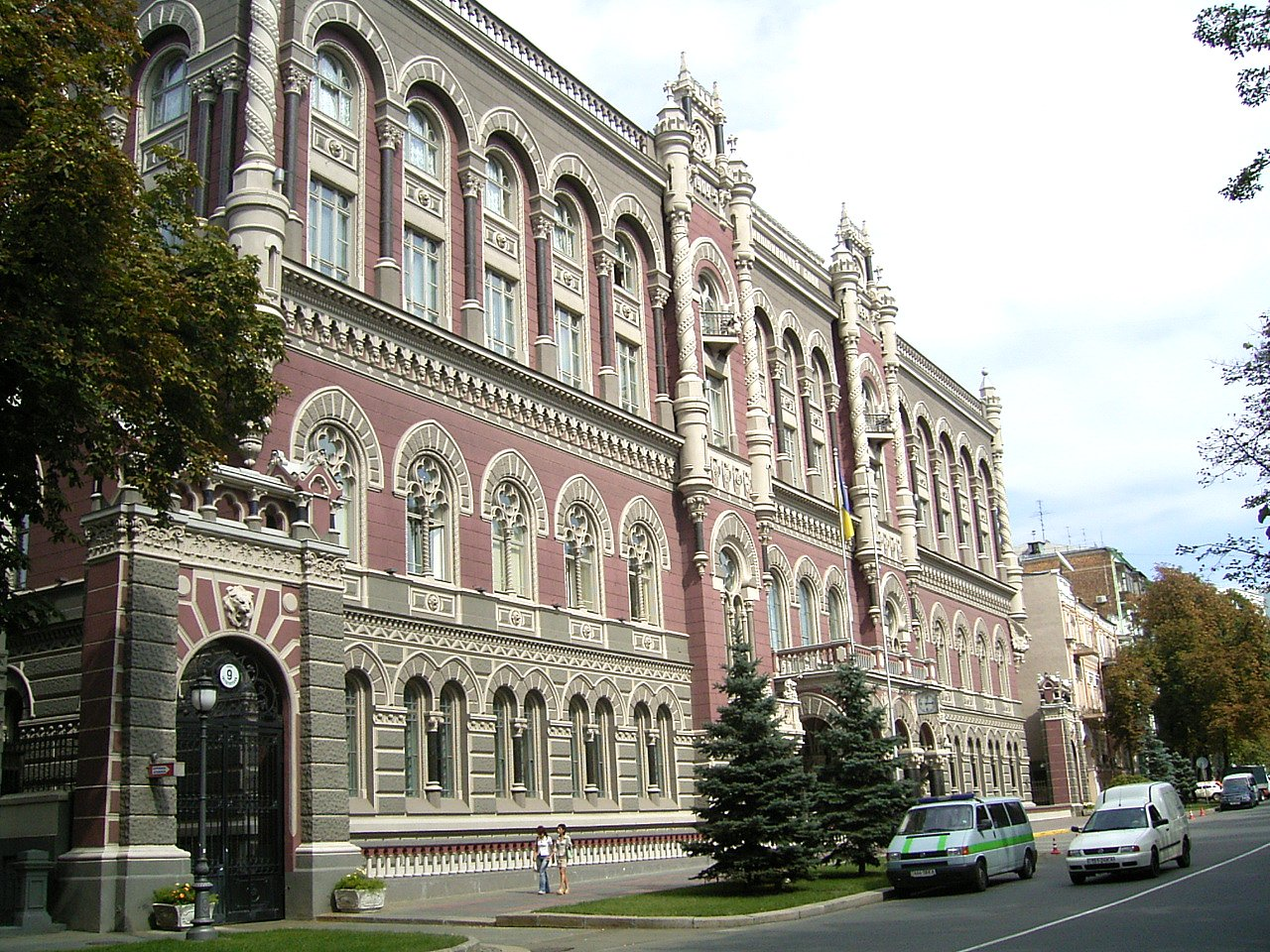
Будівля Національного банку України

- Художник — Фандікова Наталія.
- Скульптор — Іваненко Святослав.

## Вартість монети
Під час введення монети в обіг 2019 року, Національний банк України реалізовував монету за ціною 2483 гривні.
Фактична приблизна вартість монети, з роками змінювалася так:
| Рік        | 2020  | 2021  | 2022  | 2023  | 2024   | 2025   |
| ---------- | ----- | ----- | ----- | ----- | ------ | ------ |
| Ціна, грн. | 4 600 | 5 100 | 5 300 | 8 700 | 15 000 | 15 700 |